# 水蕨
水蕨为水蕨科水蕨属下的一个种。